# Margherita Buy
Pour les articles homonymes, voir Buy.
Margherita Buy, née le 15 janvier 1962 à Rome dans la région du Latium, est une  actrice et scénariste italienne.
Actrice populaire du cinéma italien, collaboratrice régulière des réalisateurs Daniele Luchetti, Sergio Rubini, Giuseppe Piccioni, Nanni Moretti ou Ferzan Özpetek, connu pour ses rôles dans Le Chef de gare (La stazione) de Sergio Rubini, Saturno contro et Tableau de famille (Le fate ignoranti) de Ferzan Özpetek, Giorni e nuvole de Silvio Soldini, Lo spazio bianco de Francesca Comencini, Maledetto il giorno che t'ho incontrato de Carlo Verdone, Caterina va en ville (Caterina va in città) de Paolo Virzì, Je voyage seule (Viaggio sola) de Maria Sole Tognazzi ou Mia madre de Nanni Moretti, elle possède l'un des plus grands palmarès du cinéma italien, détenant notamment le record de récompenses obtenues au David di Donatello, au Ruban d'argent et au Ciak d'oro en Italie.

## Biographie

### Naissance et enfance à Rome, débuts au théâtre, premier rôle au cinéma
Elle naît à Rome en 1962 et grandit dans le quartier Coppedè. Elle possède des ancêtres français du côte de son père et a des origines toscanes du côté de sa mère. Son arrière grand-père, Tito Buy (it), a fondé en 1902 le club de football Vicence Calcio. Diplômée du lycée Azzarita de Rome, elle décide de ne pas poursuivre d'études universitaires pour se lancer dans une carrière d'actrice. Elle suit alors les cours de l'académie nationale d'art dramatique et commence à jouer au théâtre.
Elle débute comme actrice au cinéma en 1986 dans le drame La seconda notte de Nino Bizzarri dans lequel elle donne la réplique à l'acteur français Maurice Garrel. Elle obtient pour ce premier rôle le Globe d'or de la meilleure révélation l'année suivante. En 1988, elle tourne avec Sergio Rubini dans le drame I Giorni randagi de Filippo Ottoni et joue dans le premier film de Daniele Luchetti, Domani, domani (Domani accadrà). L'année suivante, elle tient un rôle secondaire dans la comédie policière Nulla ci può fermare d'Antonello Grimaldi, qui réalise à cette occasion son premier film.

### Années 1990, collaborations régulières avec Rubini, Luchetti, Verdone, Piccioni, consécration en Italie
En 1990, elle retrouve Daniele Luchetti sur le tournage de la comédie La Semaine du Sphinx (La Settimana della sfinge). Malgré un accueil tiède à sa sortie, le film offre une certaine exposition à Buy qui en profite pour remporter son premier prix cinématographique à l'étranger, la Coquille d'argent de la meilleure actrice en 1990 au festival international du film de Saint-Sébastien.
La même année, elle joue le rôle d'une jeune bourgeoise dans la comédie dramatique Le Chef de gare (La Stazione), réalisé d'après la pièce de théâtre éponyme d'Umberto Marino. Il s'agit du premier film de Sergio Rubini qui interprétè également le premier rôle masculin de ce film, avec Ennio Fantastichini comme dernier partenaire de cette habile triade. Succès en Italie, ce film obtient de nombreux récompenses à sa sortie et offre à Buy ces premiers prix majeurs en Italie, le David di Donatello de la meilleure actrice principale, le Ruban d'argent de la meilleure actrice et le Ciak d'oro de la meilleure actrice.
En 1991, elle commence à collaborer avec Giuseppe Piccioni qui le dirige dans le road-movie Chiedi la luna, aux côtés de Giulio Scarpati. En 1992, elle se voit offrir par Carlo Verdone le rôle principal de la comédie Maledetto il giorno che t'ho incontrato, dont il est également le réalisateur. Incarnant dans ce film une jeune actrice névrotique et instable et formant un duo parfait avec Verdone, elle excelle dans ce rôle et voit sa popularité grandir en Italie, obtenant pour ce film le premier Globe d'or de la meilleure actrice de sa carrière et le prix Flaiano de la meilleure actrice.
L'année suivante, elle tourne dans la comédie Condannato a nozze de Giuseppe Piccioni, dans le film romantique Cominciò tutto per caso d'Umberto Marino (et remporte à cette occasion un troisième Ciak d'oro) et dans la comédie sicilienne Arriva la bufera de Daniele Luchetti. En 1994, elle interprète le rôle d'une directrice d'une maison d'édition qui harcelle sexuellement l'un de ses employés dans la comédie Prestazione straordinaria de et avec Sergio Rubini. Elle découvre la même année le cinéma français en jouant un rôle secondaire dans le drame Le Fils préféré de Nicole Garcia, aux côtés de Gérard Lanvin, Bernard Giraudeau, Jean-Marc Barr et Roberto Herlitzka.
En 1995, elle tourne dans la comédie Facciamo paradiso de Mario Monicelli avec pour partenaires Lello Arena, Philippe Noiret et Aurore Clément, et retrouve Grimaldi dans le film Il Cielo è sempre più blu. En 1996, elle incarne le personnage d'Olga jeune, jouée à l'âge adulte par Virna Lisi, dans le drame Va où ton cœur te porte (Va' dove ti porta il cuore) de Cristina Comencini, adapté du roman éponyme de la romancière Susanna Tamaro. Elle incarne ensuite la femme de Pietro Nava (it), l'unique témoin oculaire du meurtre du magistrat Rosario Livatino, dans le drame biographique Testimone a rischio de Pasquale Pozzessere, aux côtés de Fabrizio Bentivoglio et Claudio Amendola. Elle termine son année en retrouvant Giuseppe Piccioni dans une nouvelle comédie, Cuori al verde, avec Giulio Scarpati et Gene Gnocchi (it).
En 1998, elle tient l'un des rôles principaux du drame historique La Comédie de Terracina (Dolce Farniente) de Nae Caranfil, réalisé d'après le roman éponyme de Frédéric Vitoux, avec François Cluzet, Isabella Ferrari, Giancarlo Giannini et Pierfrancesco Favino pour partenaires. En 1999, elle est méconnaisable dans le rôle complexe d'une religieuse forcée d'affronter la maternité et le monde extérieur dans le drame Hors du monde de Giuseppe Piccioni. Elle obtient pour ce rôle un deuxième David di Donatello de la meilleure actrice principale.

### Années 2000, rencontre avec Özpetek et Moretti, succès confirmé en Italie
En 2000, elle joue des rôles légers dans les drames Tutto l'amore che c'è de Sergio Rubini et Controvento de Peter Del Monte. En 2001, elle joue le rôle d'une veuve qui découvre l'homosexualité de son défunt mari et rencontre puis se lie d'amitié avec son amant dans le drame Tableau de famille (Le fate ignoranti) de Ferzan Özpetek. Elle obtient pour ce rôle un second Ruban d'argent et un troisième Globe d'or.
En 2002, elle participe au téléfilm Incompreso d'Enrico Oldoini, remake du film homonyme de Luigi Comencini, avec Luca Zingaretti pour partenaire. La même année, elle retrouve Cristina Comencini dans le drame romain Le Plus Beau Jour de ma vie (Il più bel giorno della mia vita), aux côtés de Virna Lisi, qui joue le rôle de sa mère, Sandra Ceccarelli, qui joue le rôle de sa sœur, et Luigi Lo Cascio, qui joue le rôle de son frère. Elle remporte à cette occasion un Ruban d'argent de la meilleure actrice dans un second rôle commun avec Lisi et Ceccarelli et un nouveau Ciak d'oro.
L'année 2003 marque la sortie de la comédie dramatique romaine Caterina va en ville (Caterina va in città) de Paolo Virzì dans lequel elle interprète le rôle de la mère provinciale de la petite Caterina. Elle remporte avec ce film un Ruban d'argent, un Ciak d'oro et un David di Donatello de la meilleure actrice dans un second rôle. La même année, elle tourne pour et avec Carlo Verdone dans la comédie Ma che colpa abbiamo noi.
En 2004, elle retrouve Sergio Rubini et Fabrizio Bentivoglio dans la comédie dramatique L'amore ritorna. Elle incarne ensuite une inspectrice de police qui évolue dans l'univers de la télé-réalité dans le film policier Il siero della vanità d'Alex Infascelli, aux côtés de Valerio Mastandrea et Francesca Neri. A la télévision, elle incarne le personnage de Louise Maigret, l'épouse du commissaire Maigret joué par Sergio Castellitto dans une série de deux téléfilms réalisés par Renato De Maria.
En 2005, elle joue dans une nouvelle comédie, Leçons d'amour à l'italienne (Manuale d'amore) de Giovanni Veronesi, qui reçoit un excellent accueil critique et public en Italie. Son rôle dans l'épisode Crise, ou elle traverse une crise de couple avec son ancien partenaire Sergio Rubini, lui vaut un second David di Donatello de la meilleure actrice dans un second rôle. Elle apparaît la même année en mère de famille abandonnée dans le drame turinois I giorni dell'abbandono de Roberto Faenza qui est adapté du roman Les Jours de mon abandon de la romancière Elena Ferrante.
Au printemps 2006 sort le film Le Caïman (Il Caimano) de Nanni Moretti dans lequel elle joue le rôle d'une ancienne actrice de Série B, ancienne épouse d'un producteur à la dérive joué par Silvio Orlando et qui tente de sortir un dernier film ambitieux sur l'histoire de Silvio Berlusconi. Elle obtient pour ce rôle un nouveau Ruban d'argent et un nouveau Ciak d'oro. La même année, elle tient pour Giuseppe Tornatore un petit rôle, celui de l'avocate de Ksenia Rappoport dans le film noir L'Inconnue (La Sconosciuta) et participe à la comédie légère Commediasexi d'Alessandro D'Alatri.
Elle retrouve Ferzan Özpetek en 2007 dans le drame Saturno contro qui parle de la séparation et de la difficulté à l'accepter. Elle y joue le rôle d'une épouse en pleine crise conjugale avec Stefano Accorsi, obtenant une nouvelle fois un Ciak d'oro et Globe d'or en Italie. L'automne 2007 marque la sortie du drame italo-suisse Giorni e nuvole de Silvio Soldini, dans lequel elle est la femme d'Antonio Albanese, qui interprète ici le rôle d'un albanais de la classe moyenne victime de la crise économique et de la pauvreté. Sa performance juste et sincère est remarquée par la critique, elle reçoit avec ce rôle un cinquième David di Donatello, un sixième Ruban d'argent, un huitième Ciak d'oro et le prix de la meilleure actrice au festival international du film de Moscou 2008. En 2008, elle est, avec Elena Sofia Ricci, Luisa Ranieri et Cecilia Dazzi, l'une des quatre protagonistes de la série télévisée Amiche mie de Paolo Genovese et Luca Miniero, et elle participe au téléfilm Pinocchio, un cœur de bois (Pinocchio) d'Alberto Sironi.
En 2009, elle joue dans la comédie dramatique romaine Due partite d'Enzo Monteleone, inspiré par la pièce de théâtre éponyme de Cristina Comencini, et dans le drame napolitain Lo spazio bianco de Francesca Comencini, adapté du roman éponyme de la romancière Valeria Parrella. Dans ce dernier film, elle incarne le personnage de Maria, une enseignante qui accouche d'un enfant prématuré et qui doit apprendre à vivre dans l'attente et l'angoisse, en espérant que sa fille survive. Elle reçoit pour ce rôle plusieurs nominations en Italie, remportant le prix Pasinetti à la Mostra de Venise 2009 et le prix Anna Magnani lors du Bari International Film Festival. Elle collabore enfin une nouvelle fois avec Rubini pour son drame L'uomo nero.

### Années 2010, nouvelles collaborations avec Tognazzi et Lucini
En 2010, elle est à l'affiche de trois comédies, les familiales Genitori & figli - Agitare bene prima dell'uso de Giovanni Veronesi et Happy Family de Gabriele Salvatores et la florentine Matrimoni e altri disastri de Nina Di Majo, avec Fabio Volo, Luciana Littizzetto et Francesca Inaudi. En 2011, elle retrouve Nanni Moretti dans la comédie Habemus papam dans laquelle elle joue le rôle d'une psychologue qui s'occupe du pontife dépressif joué par Michel Piccoli.
Au printemps 2012, elle tourne à nouveau pour Ferzan Özpetek dans la comédie fantastique romaine Magnifica presenza. Elle y incarne le fantôme d'une défunte actrice d'une ancienne compagnie de théâtre. La même année, elle tourne également à nouveau pour Piccioni dans le drame Il rosso e il blu, jouant dans ce film le rôle d'une jeune principale de lycée qui doit faire face aux difficultés générationnels de ses élèves et de son équipe. En janvier de l'année suivante sort le drame La scoperta dell'alba de et avec Susanna Nicchiarelli, film tiré du roman éponyme de l'écrivain Walter Veltroni. En avril, elle tient le premier rôle du drame Je voyage seule (Viaggio sola) de Maria Sole Tognazzi, aux côtés de Stefano Accorsi et Fabrizia Sacchi, remportant avec ce rôle un sixième David di Donatello et un neuvième Ciak d'oro. Elle termine l'année avec un rôle secondaire dans la nouvelle comédie de Sergio Rubini, Mi rifaccio vivo puis apparaît une unique fois en 2014 avec un nouveau rôle secondaire dans une comédie, Les Fortunés (La gente che sta bene) de Francesco Patierno.
Elle revient fort en 2015 avec le principal rôle féminin du drame Mia madre de Nanni Moretti dans lequel elle joue le rôle d'une réalisatrice engagée dans la réalisation d'une grosse production, alors que sa mère est en train de mourir à l'hôpital et que sa fille accumule les mauvaises notes à l'école. Présenté au festival de Cannes 2015, ce film obtient de nombreux prix en Italie, permettant à Buy de remporter un septième David di Donatello, un septième Ruban d'argent et un dixième Ciak d'oro, ainsi qu'une nomination au prix du cinéma européen de la meilleure actrice. Elle a pour partenaires dans ce film John Turturro, Giulia Lazzarini, Nanni Moretti et Beatrice Mancini. La même année, après un petit rôle dans le premier film d'Alberto Caviglia, Pecore in erba, elle forme un couple lesbien avec Sabrina Ferilli dans la comédie dramatique Io e lei de Maria Sole Tognazzi.
En 2016, elle partage avec Claudia Gerini, Paolo Calabresi et Giampaolo Morelli l'affiche de la comédie Nemiche per la pelle de Luca Lucini dont elle participe également à l'écriture du scénario, incarne une femme victime de violences conjugales dans le drame La vita possibile d'Ivano De Matteo et une directrice d'école autoritaire dans la comédie pour adolescent Come diventare grandi nonostante i genitori de Luca Lucini. Elle tient également un rôle secondaire dans Questi giorni, le nouveau film de Giuseppe Piccioni.
En 2017, elle donne la réplique à Sergio Castellitto dans le drame noir Piccoli crimini coniugali d'Alex Infascelli qui est une adaptation de la pièce de théâtre Petits crimes conjugaux du dramaturge et romancier Éric-Emmanuel Schmitt. Elle participe également à la troisième saison de la série télévisée In Treatment

## Filmographie

### Comme réalisatrice
- 2023 : Volare

### Comme actrice

#### Au cinéma

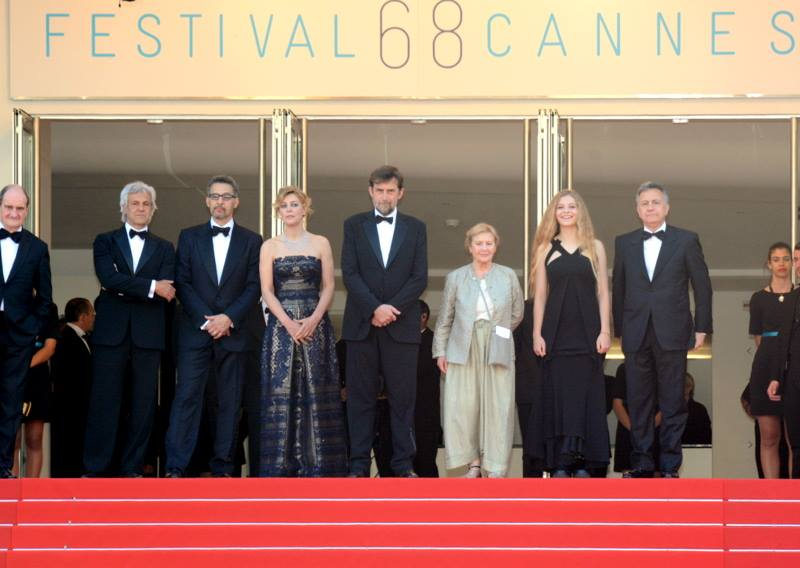
Margherita Buy avec l'équipe du film Mia madre de Nanni Moretti au festival de Cannes 2015.

- 1986 : La seconda notte de Nino Bizzarri
- 1988 : I giorni randagi de Filippo Ottoni
- 1988 : Domani, domani (Domani accadrà) de Daniele Luchetti
- 1989 : Nulla ci può fermare d'Antonello Grimaldi
- 1990 : Le Chef de gare (La Stazione) de Sergio Rubini
- 1990 : La Semaine du Sphinx (La Settimana della sfinge) de Daniele Luchetti
- 1991 : Chiedi la luna de Giuseppe Piccioni
- 1992 : Maledetto il giorno che t'ho incontrato de Carlo Verdone
- 1993 : Condannato a nozze de Giuseppe Piccioni
- 1993 : Cominciò tutto per caso d'Umberto Marino
- 1993 : Arriva la bufera de Daniele Luchetti
- 1994 : Prestazione straordinaria de Sergio Rubini
- 1994 : Le Fils préféré de Nicole Garcia
- 1995 : Facciamo paradiso de Mario Monicelli
- 1995 : Il cielo è sempre più blu d'Antonello Grimaldi
- 1996 : Va où ton cœur te porte (Va' dove ti porta il cuore) de Cristina Comencini
- 1996 : Testimone a rischio de Pasquale Pozzessere
- 1996 : Cuori al verde de Giuseppe Piccioni
- 1998 : La Comédie de Terracina (Dolce Farniente) de Nae Caranfil
- 1999 : Hors du monde (Fuori dal mondo) de Giuseppe Piccioni
- 2000 : Tutto l'amore che c'è de Sergio Rubini
- 2000 : L'ombra del gigante de Roberto Petrocchi
- 2000 : Controvento de Peter Del Monte
- 2001 : Tableau de famille (Le fate ignoranti) de Ferzan Özpetek
- 2002 : Le Plus Beau Jour de ma vie (Il più bel giorno della mia vita) de Cristina Comencini
- 2003 : Ma che colpa abbiamo noi de Carlo Verdone
- 2003 : Caterina va en ville (Caterina va in città) de Paolo Virzì
- 2004 : L'amore ritorna de Sergio Rubini
- 2004 : Il siero della vanità d'Alex Infascelli
- 2005 : Leçons d'amour à l'italienne (Manuale d'amore) de Giovanni Veronesi
- 2005 : I giorni dell'abbandono de Roberto Faenza
- 2006 : Le Caïman (Il Caimano) de Nanni Moretti
- 2006 : L'Inconnue (La Sconosciuta) de Giuseppe Tornatore
- 2006 : Commediasexi d'Alessandro D'Alatri
- 2007 : Giorni e nuvole de Silvio Soldini
- 2007 : Saturno contro de Ferzan Özpetek
- 2009 : Due partite d'Enzo Monteleone
- 2009 : Lo spazio bianco de Francesca Comencini
- 2009 : L'uomo nero de Sergio Rubini
- 2010 : Genitori & figli - Agitare bene prima dell'uso de Giovanni Veronesi
- 2010 : Happy Family de Gabriele Salvatores
- 2010 : Matrimoni e altri disastri de Nina Di Majo
- 2011 : Habemus papam de Nanni Moretti
- 2012 : Com'è bello far l'amore de Fausto Brizzi
- 2012 : Magnifica presenza de Ferzan Özpetek
- 2012 : Il rosso e il blu de Giuseppe Piccioni
- 2013 : La scoperta dell'alba de Susanna Nicchiarelli
- 2013 : Je voyage seule (Viaggio sola) de Maria Sole Tognazzi
- 2013 : Mi rifaccio vivo de Sergio Rubini
- 2014 : Les Fortunés (La gente che sta bene) de Francesco Patierno
- 2015 : Mia madre de Nanni Moretti
- 2015 : Pecore in erba d'Alberto Caviglia
- 2015 : Io e lei de Maria Sole Tognazzi
- 2016 : Nemiche per la pelle de Luca Lucini
- 2016 : Questi giorni de Giuseppe Piccioni
- 2016 : La vita possibile d'Ivano De Matteo
- 2016 : Come diventare grandi nonostante i genitori de Luca Lucini
- 2017 : Piccoli crimini coniugali d'Alex Infascelli
- 2018 : Io c'è d'Alessandro Aronadio
- 2018 : Moschettieri del re: La penultima missione de Giovanni Veronesi
- 2021 : Tre piani de Nanni Moretti
- 2021 : Tell It Like a Woman, film collectif
- 2021 : Il silenzio grande (it) d'Alessandro Gassmann
- 2021 : Sept Femmes (Sette donne e un mistero) d'Alessandro Genovesi
- 2022 : Esterno notte (mini-série) de Marco Bellocchio
- 2023 : Il primo giorno della mia vita de Paolo Genovese
- 2023 : Vers un avenir radieux (Il sol dell'avvenire) de Nanni Moretti
- 2023 : Volare (d'elle-même) : Anna Bettini, dite Annabì
- 2024 : Romeo è Giulietta de Giovanni Veronesi : Clara

#### À la télévision

##### Téléfilms
- 1983 : Flipper d'Andrea Barzini

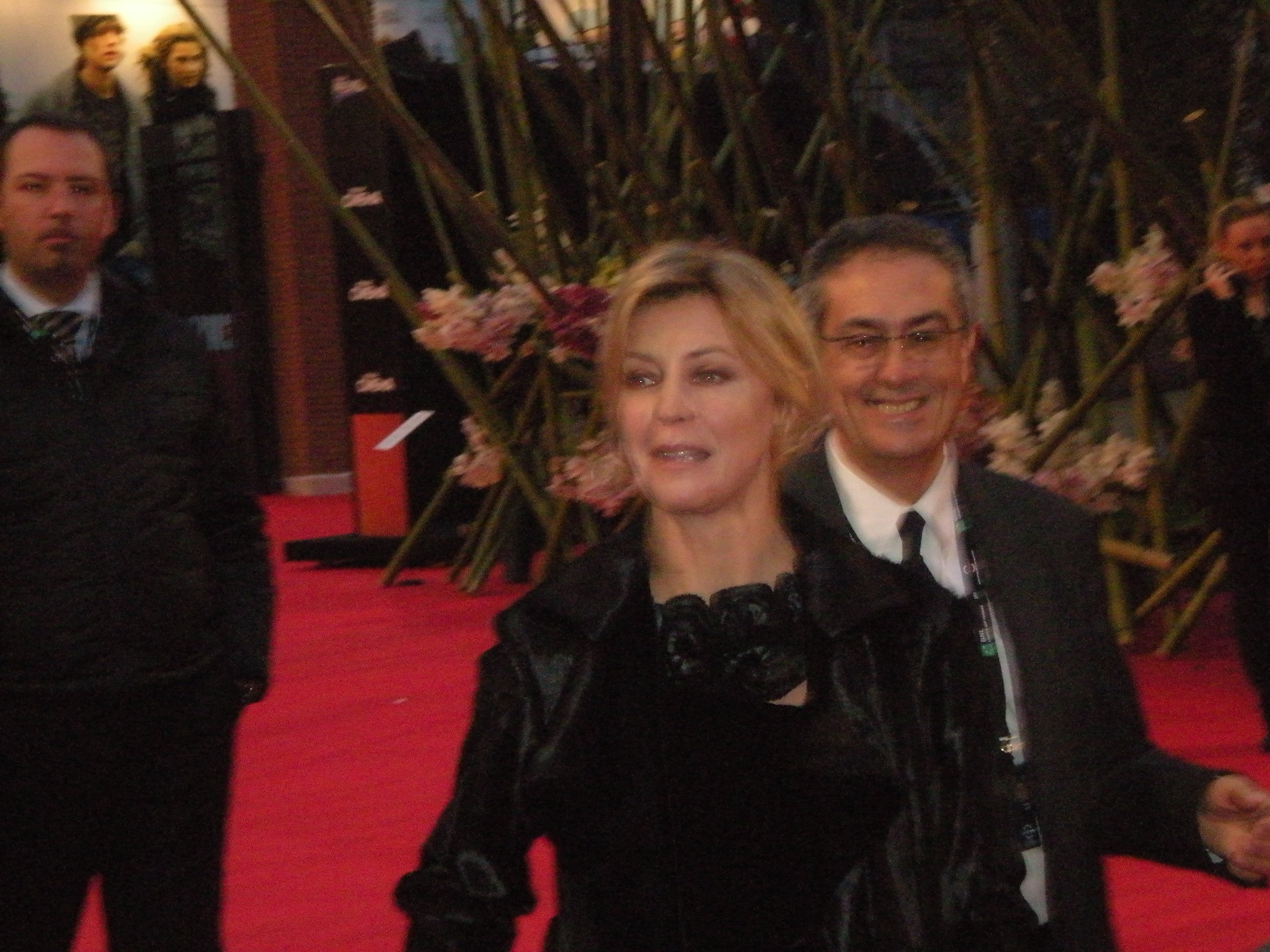
Margherita Buy au festival international du film de Rome en 2010.

- 1987 : Una Grande storia d'amore de Duccio Tessari
- 2002 : Incompreso d'Enrico Oldoini
- 2004 : Maigret: La trappola de Renato De Maria
- 2004 : Maigret: L'ombra cinese de Renato De Maria
- 2008 : Pinocchio, un cœur de bois (Pinocchio) d'Alberto Sironi

##### Séries télévisées
- 1986 : Diciottanni - Versilia 1966
- 1999 : La Vita che verrà
- 2008 : Amiche mie de Paolo Genovese et Luca Miniero
- 2017 : In Treatment, saison trois
- 2022 : Esterno notte

#### Au théâtre
- 1985 : Ascesa e caduta della città di Mahagonny de Bertolt Brecht
- 1986 : La stazione d'Umberto Marino
- 1987 : Italia - Germania quattro a tre
- 1991 : Ce n'est qu'un debut
- 1997 : Separazione
- 1999 : La tempesta de William Shakespeare
- 2009 : Due partite
- 2014 : Nel nome del padre de Luigi Lunari

### Comme scénariste
- 2016 : Nemiche per la pelle de Luca Lucini
- 2023 : Volare (d'elle-même)

## Récompenses et distinctions

### Récompenses
- Globe d'or de la meilleure actrice - révélation en 1987 pour La seconda notte
- Coquille d'argent de la meilleure actrice en 1990 pour La Semaine du Sphinx (La settimana della sfinge)
- David di Donatello de la meilleure actrice principale en 1991 pour Le Chef de gare (La stazione)
- Ruban d'argent de la meilleure actrice en 1991 pour Le Chef de gare (La stazione)
- Ciak d'oro de la meilleure actrice en 1991 pour Le Chef de gare (La stazione)
- Globe d'or de la meilleure actrice en 1992 pour Maledetto il giorno che t'ho incontrato
- Prix Flaiano en 1992 pour Maledetto il giorno che t'ho incontrato
- Ciak d'oro de la meilleure actrice en 1992 pour Maledetto il giorno che t'ho incontrato
- Ciak d'oro de la meilleure actrice en 1993 pour Cominciò tutto per caso
- David di Donatello de la meilleure actrice principale en 1999 pour Hors du monde
- Ruban d'argent de la meilleure actrice en 2001 pour Tableau de famille (Le fate ignoranti)
- Globe d'or de la meilleure actrice en 2001 pour Tableau de famille (Le fate ignoranti)
- Ruban d'argent de la meilleure actrice dans un second rôle en 2002 pour Le Plus Beau Jour de ma vie (Il più bel giorno della mia vita)
- Ciak d'oro de la meilleure actrice en 2002 pour Le Plus Beau Jour de ma vie (Il più bel giorno della mia vita)
- David di Donatello de la meilleure actrice dans un second rôle en 2004 pour Caterina va en ville (Caterina va in città)
- Ruban d'argent de la meilleure actrice dans un second rôle en 2004 pour Caterina va en ville (Caterina va in città)
- Ciak d'oro de la meilleure actrice dans un second rôle en 2004 pour Caterina va en ville (Caterina va in città)
- David di Donatello de la meilleure actrice dans un second rôle en 2005 pour Leçons d'amour à l'italienne (Manuale d'amore)
- Globe d'or : prix spécial du jury en 2006 pour I giorni dell'abbandono
- Ciak d'oro de la meilleure actrice en 2006 pour Le Caïman (Il Caimano)
- Ruban d'argent de la meilleure actrice en 2007 pour Le Caïman (Il Caimano) et Saturno contro
- Ciak d'oro de la meilleure actrice en 2007 pour Saturno contro
- Globe d'or de la meilleure actrice en 2007 pour Saturno contro
- David di Donatello de la meilleure actrice principale en 2008 pour Giorni e nuvole
- Ruban d'argent de la meilleure actrice en 2008 pour Giorni e nuvole
- Ciak d'oro de la meilleure actrice en 2008 pour Giorni e nuvole
- Festival international du film de Moscou 2008 : prix de la meilleure actrice pour Giorni e nuvole
- Mostra de Venise 2009 : prix Pasinetti (it) de la meilleure actrice pour Lo spazio bianco
- Bari International Film Festival : prix Anna Magnani de la meilleure actrice pour Lo spazio bianco
- David di Donatello de la meilleure actrice principale en 2013 pour Je voyage seule (Viaggio sola)
- Ciak d'oro de la meilleure actrice en 2013 pour Je voyage seule (Viaggio sola)
- David di Donatello de la meilleure actrice principale en 2015 pour Mia madre
- International Cinephile Society Awards 2015 pour Mia madre
- Ruban d'argent de la meilleure actrice en 2015 pour Mia madre
- Ciak d'oro de la meilleure actrice en 2015 pour Mia madre

### Nominations
- Nomination au Ciak d'oro de la meilleure actrice dans un second rôle en 1988 pour Domani, domani (Domani accadrà)
- Nomination au David di Donatello de la meilleure actrice principale en 1991 pour La Semaine du Sphinx (La Settimana della sfinge).
- Nomination au David di Donatello de la meilleure actrice principale en 1992 pour Maledetto il giorno che t'ho incontrato
- Nomination au David di Donatello de la meilleure actrice principale en 1993 pour Cominciò tutto per caso
- Nomination au David di Donatello de la meilleure actrice principale en 1997 pour Testimone a rischio
- Nomination au Ruban d'argent de la meilleure actrice en 2000 pour Hors du monde
- Nomination au David di Donatello de la meilleure actrice principale en 2001 pour Tableau de famille (Le fate ignoranti)
- Nomination au Ruban d'argent de la meilleure actrice en 2005 pour Il siero della vanità
- Nomination au Ruban d'argent de la meilleure actrice en 2006 pour I giorni dell'abbandono
- Nomination au Globe d'or de la meilleure actrice en 2006 pour I giorni dell'abbandono
- Nomination au David di Donatello de la meilleure actrice principale en 2006 pour Le Caïman (Il Caimano)
- Nomination au David di Donatello de la meilleure actrice principale en 2007 pour Saturno contro
- Nomination au Ruban d'argent de la meilleure actrice dans un second rôle en 2009 pour Due partite
- Nomination au David di Donatello de la meilleure actrice principale en 2010 pour Lo spazio bianco
- Nomination au Ruban d'argent de la meilleure actrice en 2010 pour Lo spazio bianco et Matrimoni e altri disastri
- Nomination au David di Donatello de la meilleure actrice dans un second rôle en 2012 pour Habemus papam
- Nomination au Ruban d'argent de la meilleure actrice en 2013 pour Je voyage seule (Viaggio sola)
- Nomination au Globe d'or de la meilleure actrice en 2013 pour La scoperta dell'alba
- Nomination au Prix du cinéma européen de la meilleure actrice en 2015 pour Mia madre
- Nomination au Ruban d'argent de la meilleure actrice dans un second rôle en 2017 pour Questi giorni et Come diventare grandi nonostante i genitori